# Finale della Coppa delle nazioni africane 2004
La finale della Coppa delle nazioni africane 2003 si disputò il 14 febbraio 2003 allo Stadio Hammadi Agrebi di Radès, tra le nazionali di Tunisia e Marocco. La partita fu vinta dalla Tunisia per 2-1 che si aggiudicò il primo trofeo nella massima competizione tra nazionali maschili africane.

## Le squadre
| Squadra | Finali (o spareggi) disputate in precedenza (il grassetto indica la vittoria) |
| ------- | ----------------------------------------------------------------------------- |
| Tunisia | 2 (1965, 1996)                                                                |
| Marocco | 1 (1976)                                                                      |

## Cammino verso la finale

### Tabella riassuntiva del percorso
| Squadra      | Pt | G |
| ------------ | -- | - |
| Tunisia      | 7  | 3 |
| Guinea       | 5  | 3 |
| Ruanda       | 4  | 3 |
| RD del Congo | 0  | 3 |

| Squadra   | Pt | G |
| --------- | -- | - |
| Marocco   | 7  | 3 |
| Nigeria   | 6  | 3 |
| Sudafrica | 4  | 3 |
| Benin     | 0  | 3 |

## Tabellino
| Arbitro: | Falla N'Doye |

|                      |           |              |
| Santos 5’ Jaziri 52’ | Marcatori | 38’ Mokhtari |

| Tunisia | Marocco |

| Tunisia       |    |                    |     |     |
|               |    |                    |     |     |
| P             | 1  | Ali Boumnijel      |     |     |
| D             | 3  | Karim Haggui       |     |     |
| D             | 6  | Hatem Trabelsi     |     |     |
| D             | 15 | Radhi Jaïdi        |     |     |
| D             | 20 | José Clayton       |     |     |
| C             | 8  | Mehdi Nafti        |     | 46’ |
| C             | 13 | Riadh Bouazizi     |     |     |
| C             | 14 | Adel Chedli        |     |     |
| C             | 18 | Selim Ben Achour   |     | 57’ |
| A             | 5  | Ziad Jaziri        | 60’ | 70’ |
| A             | 11 | Francileudo Santos |     |     |
| Sostituzioni: |    |                    |     |     |
| D             | 12 | Jawhar Mnari       |     | 46’ |
| C             | 10 | Kaies Ghodhbane    |     | 57’ |
| A             | 7  | Imed Mhedhebi      |     | 70’ |
| CT:           |    |                    |     |     |
| Roger Lemerre |    |                    |     |     |

| Marocco       |    |                   |             |     |
|               |    |                   |             |     |
| P             | 1  | Khalid Fouhami    |             |     |
| D             | 2  | Hoalid Regragui   | 90’         |     |
| D             | 3  | Akram Roumani     | 22’         | 70’ |
| D             | 4  | Abdeslam Ouaddou  |             |     |
| D             | 5  | Talal El Karkouri |             |     |
| C             | 6  | Noureddine Naybet | 77’         |     |
| C             | 8  | Abdelkarim Kissi  | Ammonizione |     |
| C             | 15 | Youssef Safri     |             | 63’ |
| C             | 16 | Youssef Mokhtari  |             |     |
| A             | 17 | Marouane Chamakh  |             |     |
| A             | 20 | Youssef Hadji     |             | 86’ |
| Sostituzioni: |    |                   |             |     |
| A             | 11 | Moha              |             | 63’ |
| A             | 7  | Jaouad Zaïri      |             | 70’ |
| A             | 9  | Nabil Baha        |             | 86’ |
| CT:           |    |                   |             |     |
| Badou Ezzaki  |    |                   |             |     |